# ألف كوبر
ألف كوبر (12 يونيو 1932 بدبلن في جمهورية أيرلندا - ) (بالإنجليزية: Alfred Cooper)‏ هو لاعب كريكت أيرلندي. شارك مع منتخب أيرلندا للكريكت.